# Big Pine (Kalifornien)
Big Pine ist ein Census-designated place im Inyo County im Bundesstaat Kalifornien der Vereinigten Staaten. Das U.S. Census Bureau hat bei der Volkszählung 2020 eine Einwohnerzahl von 1.875 ermittelt.

## Geographie
Der Ort liegt im Osten des Bundesstaats Kalifornien, östlich der Sierra Nevada im Owens Valley. Östlich fließt der Owens River, während direkt westlich vom Ort das Gebirge beginnt. In diesem Abschnitt der Sierra Nevada liegen die Palisades, eine Berggruppe mit einigen der höchsten Gipfel des Bundesstaates. Im Nordosten liegen die White Mountains und im Südosten die Inyo Mountains.
Im Norden liegen die kleinen Orte Keough Hot Springs und Wilkerson, die nächste Stadt ist Bishop etwa 24 km Luftlinie nordnordwestlich. Im Süden liegen die Orte Fish Springs, Blackrock und Independence. Östlich befindet sich zudem der verlassene Ort Zurich.

### Verkehr
Big Pine liegt am U.S. Highway 395, der von der kanadischen Grenze im Norden bis in die Mojave-Wüste im Süden führt. Die California State Route 168 mündet am Ort in den U.S. Highway.

## Demographische Daten
Bei der Volkszählung 2000 wurden 1350 Einwohner gezählt, im Jahr 2010 waren es bereits 1756. Diese leben in 776 Haushalten und haben ein Durchschnittsalter von 48 Jahren. Im Vergleich beträgt das Durchschnittsalter von ganz Kalifornien 36,4 Jahre. 88,5 % der Bevölkerung von Big Pine besitzen mindestens einen High-School-Abschluss. Das durchschnittliche Einkommen pro Haushalt beträgt 51.250 US-Dollar.